# (6479) Leoconnolly
(6479) Leoconnolly es un asteroide perteneciente al cinturón de asteroides, región del sistema solar que se encuentra entre las órbitas de Marte y Júpiter.
Fue descubierto el 15 de junio de 1988 por Eleanor F. Helin  desde el Observatorio Palomar.

## Designación y nombre
Designado provisionalmente como 1988 LC, fue nombrado en honor a  Leo P. Connolly, astrónomo y profesor de la Universidad Estatal de California, San Bernardino, y director (1985-1995) del Programa de Ciencias de Verano, que se lleva a cabo durante seis semanas cada verano en la Escuela Thacher en Ojai. En este entorno tranquilo y con un plan de estudios riguroso que requiere que los estudiantes de secundaria tomen placas fotográficas de planetas menores y aprendan a determinar sus órbitas, Leo y su esposa Jackie han nutrido las mentes y los espíritus de casi 400 hombres y mujeres jóvenes brillantes y motivados.

## Características orbitales
(6479) Leoconnolly está situado a una distancia media del Sol de 2,612 ua, pudiendo alejarse hasta 3,096 ua y acercarse hasta 2,128 ua. Su excentricidad es 0,185 y la inclinación orbital 13,283 grados. Emplea 1541,77 días en completar una órbita alrededor del Sol.
El próximo acercamiento a la órbita de Júpiter ocurrirá el 10 de marzo de 2142.

## Características físicas
La magnitud absoluta de (6479) Leoconnolly es 12,87. Tiene 15,494 km de diámetro y su albedo se estima en 0,078.